# Stygia nilssoni
Stygia nilssoni is een vlinder uit de familie houtboorders (Cossidae). De wetenschappelijke naam is voor het eerst geldig gepubliceerd in 2008 door Saldaitis & Yakovlev.
De soort komt voor in Europa.